# Plebiscit v Horním Slezsku

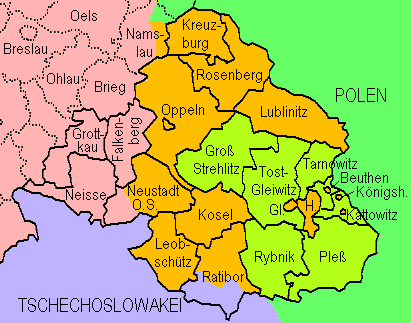
Výsledky plebiscitu v Horním Slezsku:
okresy, které většinově podpořily Polsko
okresy, které většinově podpořily Německo

Plebiscit v Horním Slezsku byl jeden ze tří územních plebiscitů nařízených Versailleskou smlouvou. Konal se 20. března 1921 ve východní části pruské provincie Slezsko. Předmětem hlasování bylo, zda má být region připojen k Polsku anebo zůstat součástí Německa. Pro první možnost se vyslovilo 40,4 % hlasujících, pro druhou 59,6 %, přičemž Polsko podpořily zejména venkovské oblasti na jihovýchodě plebiscitního území, zatímco Německo západ, sever a prakticky všechna města. Na základě výsledků došlo k vypracování Mezispojeneckou vládní a plebiscitní komisí Horního Slezska dvou alternativních návrhů na rozdělení sporného území mezi oba státy, z nichž nakonec nebyl prosazen ani jeden, a to vzhledem k vypuknutí Třetího hornoslezského povstání. Nakonec o budoucnosti Horního Slezska rozhodla Rada Společnosti národů: s platností od června 1922 byla vytyčena hraniční čára, která kompromisně rozdělila průmyslovou oblast, jež představovala jádro konfliktu, ale neodpovídala výsledkům plebiscitu.

## Pozadí

Jazykové poměry v pruském Slezsku na počátku 20. století. Modře vyznačeno polsky a „vasrpolsky“ mluvící obyvatelstvo

Na základě Berlínského míru z roku 1742 musela Habsburská monarchie postoupit Pruskému království většinu území Slezska s výjimkou Těšínska a jižních částí Opavska, Krnovska a Niska. V roce 1815, po Vídeňském kongresu, došlo k novému uspořádání pruské státní správy a byla vytvořena provincie Slezsko, která se dělila zpočátku na čtyři a od roku 1820 na tři vládní obvody (Regierungsbezirk): Vratislav, Lehnice a Opolí. S územím toho posledního byl postupně ztotožněn pojem Horní Slezsko (německy Oberschlesien) dříve vztahovaný k historickému Opolsku a z něj vyčleněným knížectvím.
Jednalo se o oblast obývanou – na rozdíl od Dolního Slezska (Niederschlesien) – převážně katolíky mluvící západoslovanskými nářečími, pro něž se v německém prostředí vžilo označení wasserpolnisch (viz slezština). Od poloviny 19. století zde působili polští národní buditelé (Józef Lompa, Karol Miarka a další) a spisovná polština se stala „Dachsprache” (zastřešujícím jazykem) i pro slovanská nářečí Slezska, která nevytvořila vlastní spisovnou normu. I přesto zůstávala podstatná část obyvatelstva národnostně nevyhraněná a hlásila se spíše k obecnému pojmu „Šlonzák“ (Slezan).
Podle sčítání lidu z roku 1910 byla pro 53 % obyvatel vládního obvodu Opolí mateřským jazykem polština (k tomu se však započítávalo i „vasrpolské“ nářečí), pro 40 % němčina, pro 2,5 % čeština, pro 4 % polština a němčina zároveň, pro 0,5 % ostatní jazyky. Německy mluvící převládali ve městech a západně od Odry, polsky mluvící na venkově východně od Odry, češtinou se v tom případě myslí lašská nářečí používaná Moravci v příhraničních okresech Ratiboř a Hlubčice.

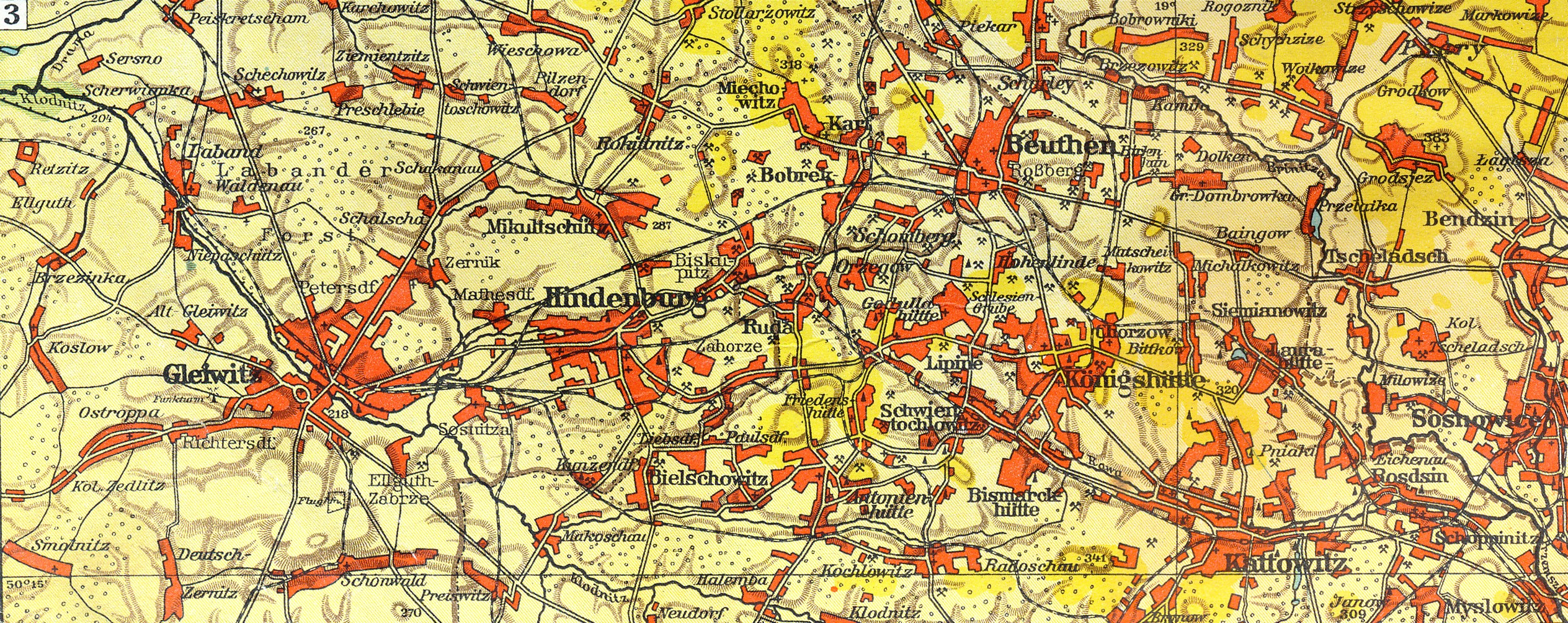
Katovická konurbace na dobové mapě

Ve východní části regionu byla ve druhé polovině 18. století objevena velká ložiska černého uhlí, což vedlo k překotné industrializaci této oblasti a kolem Bytomi, Hlivic a Katovic postupně vznikla druhá největší – vedle Porúří – průmyslová konurbace Německa (viz Katovická konurbace). Z Horního Slezska pocházela čtvrtina roční německé produkce uhlí, 81 % zinku a 34 % olova.
Po prohrané první světové válce se Německo ocitlo v chaosu. Císař Vilém II. abdikoval a zemí zmítaly masové nepokoje (viz listopadová revoluce, povstání spartakovců, velkopolské povstání, Bavorská republika rad). Na hospodářsky důležité Horní Slezsko vznesly územní nároky nově vzniklé státy: Polská republika a Republika československá. Versailleská mírová smlouva z června 1919 určila následující řešení sporu: Československo získá 38 obcí v okrese Ratiboř čili tzv. Hlučínsko, kdežto ve zbytku sporného území bude proveden plebiscit, v němž místní obyvatelstvo samo rozhodne o připojení k Polsku nebo setrvání v hranicích Německa.

## Organizace plebiscitu

Dobová mapa plebiscitního území s vyznačeným Hlučínskem (tmavě oranžově) a jižní části Hlubčicka, které mohlo připadnout Československu v případě výsledků v neprospěch Německa (světle oranžově)

O organizaci plebiscitu podrobně pojednává článek 88 Versailleské smlouvy. Jakožto plebiscitní území byla určena většina vládního obvodu Opolí s výjimkou Hlučínska a také okresů: Nisa, Grodkov a Nemodlín. Okres Prudník byl rozdělen: do plebiscitního území byla zařazena pouze východní polovina okresu kolem města Horní Hlohov a podél Odry. Dále se mělo hlasovat v několika obcích na východě okresu Namyslov, který patřil k vládnímu obvodu Vratislav. Jednalo se o území o rozloze 10 885,8 km² obývané v roce 1919 2 073 663 obyvatel. Ve článku 83, na základě kterého došlo k odtržení Hlučínska, byla obsažena klauzule, že pokud by v jižní části okresu Hlubčice nezískalo Německo většinu hlasů, bude tato oblast připojena nikoli k Polsku, ale k Československu.
Oprávnění hlasovat byli všichni starší 20 let bez rozdílu pohlaví, kteří:
- narodili se a bydleli na plebiscitním území – kategorie A
- narodili se na plebiscitním území, ale již tam nežijí – kategorie B
- usadili se na plebiscitním území před 1. ledna 1904 – kategorie C
- byli před rokem vysídleni z plebiscitního území německými orgány – kategorie D

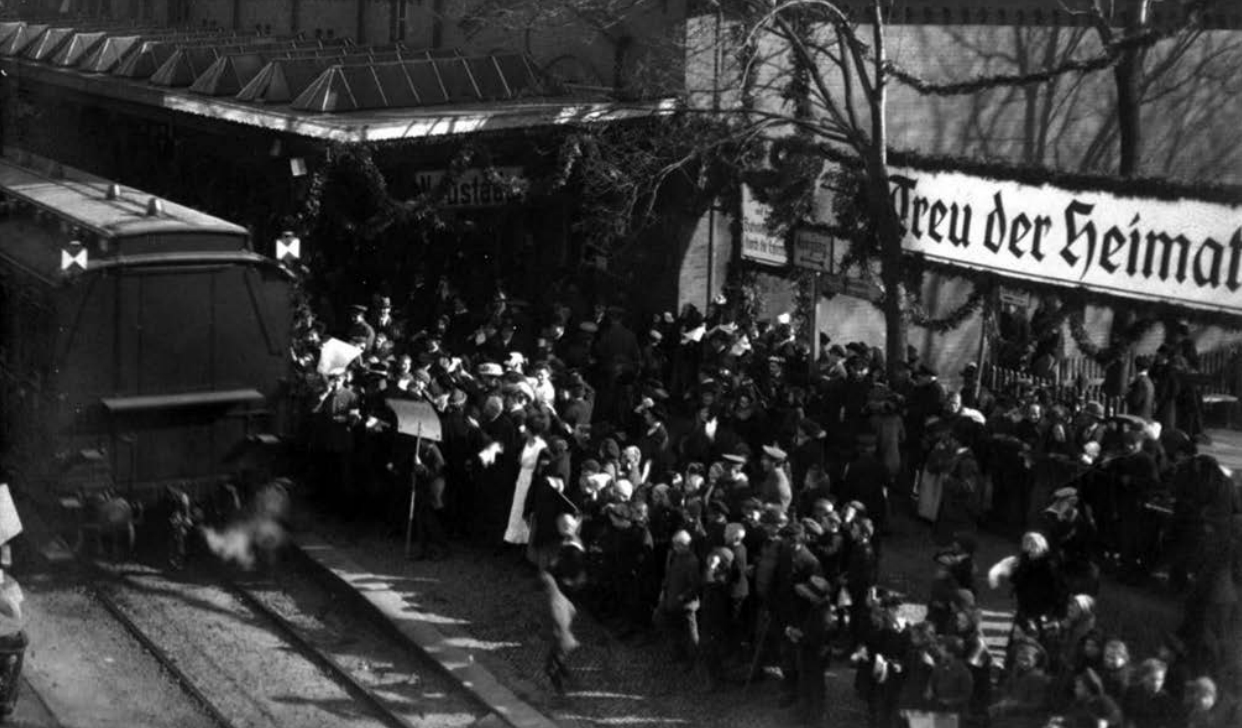
Příjezd vlaku se skupinou emigrantů do Prudníku.
Je vidět nápis Věrní domovině (Treu der Heimat)

Druhá kategorie dodnes vzbuzuje kontroverze při interpretaci výsledků plebiscitu. Byla zavedena na žádost polských zástupců, kteří si od toho slibovali masivní účast Slezanů polského původu, již se na přelomu století odstěhovali za prací do Porúří. V praxi se ukázalo, že naprostá většina tzv. emigrantů volila Německo (182 288 oproti 10 120, kteří podpořili připojení k Polsku) a v některých oblastech tato skupina zásadním způsobem ovlivnila konečný výsledek, zejména v okresech Zabrze a Lubliniec, kde by bez jejich hlasů vyhrála propolská varianta. Na Hlubčicku, Kluczborsku a Namyslovsku představovali emigranti dokonce více než třetinu všech hlasujících. V průběhu příprav na plebiscit se také uvažovalo o tom, aby jednotlivé kategorie hlasovaly zvlášť v různých termínech, stejně jako o rozdělení území na zóny, kde by se hlasovalo v různých termínech; od těchto plánů bylo nakonec upuštěno.  Polská historiografie hodnotí negativně rozdělení volebních obcí na venkově zvlášť na vesnice a statky (Gutsbezirke), v čemž vidí snahu o umělé zvýšení počtu proněmeckých obcí.
Na provedení plebiscitu měla dohlížet Mezispojenecká vládní a plebiscitní komise Horního Slezska (francouzsky Commission Interalliée de Gouverment et de Plébiscite de Haute Silésie) složená z představitelů vítězných mocností Francie, Velké Británie a Itálie v čele s francouzským generálem Henrim le Rondem, která zároveň získala na sporném území od února 1920 – poté, co Versailleská smlouva nabyla účinnosti – „veškerá práva, která vykonávala vláda německá neb vláda pruská, kromě zákonodárství a věcí berních“. Německá armáda musela region opustit a její místo zaujaly spojenecké síly čítající ve vrcholném okamžiku 11 129 francouzských, 4 676 britských a 5 075 italských vojáků. Úřednický sbor se skládal ze 280 osob: 122 Francouzů, 88 Britů a 70 Italů, kterým vypomáhalo 293 pracovníků naverbovaných mezi místním obyvatelstvem.  Sídlem komise bylo Opolí, konkrétně dosavadní správní budova vládního obvodu.

## Plebiscitní kampaň

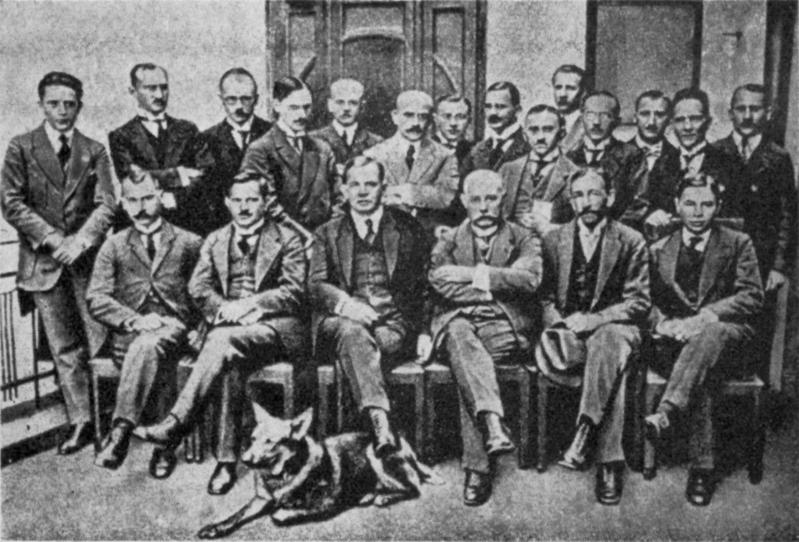
Členové Polského plebiscitního komisariátu

Propolští aktivisté vytvořili Polský plebiscitní komisariát (Polski Komisariat Plebiscitowy) vedený křesťansko-demokratickým politikem Wojciechem Korfantym, zatímco proněmečtí Plebiscitní komisariát pro Německo (Plebiszitkomissariat für Deutschland) v čele s právníkem a starostou Rozbarku u Bytomi Kurtem Urbankem. Úlohou obou orgánů byla zejména politická agitace. Dvouleté přípravy na plebiscit doprovázela intenzivní propagandistická kampaň. 
Polská kampaň kromě národnostních argumentů tematizovala zejména válečné reparace uvalené na Německo Versailleskou smlouvou, které měly být financovány vyššími daněmi. Voliči dostali obraz Německa, jež kvůli reparacím skončí ve slepé uličce. Naproti tomu byla propagována idealistická představa nově vytvořeného Polska, které dokáže zajistit sociální spravedlnost pro všechny. Důležitý  argument představovala slíbená pozemková reforma, která měla proběhnout po připojení regionu k Polsku prostřednictvím vyvlastnění velkých německých vlastníků půdy. Národnostní rozdíly byly ztotožňovány se třídními: hlas pro Polsko měl znamenat hlas proti vykořisťování „pruskými pány“. Poláci také slibovali rozsáhlou autonomii pro Horní Slezsko s vlastním parlamentem (15. července 1920 byl skutečně schválen Organický statut, jakási ústava budoucího autonomního Slezského vojvodství).
Německá kampaň se jednak odvolávala na skoro dvousetletou příslušnost Horního Slezska k Prusku a nutnost zůstat věrným své vlasti, jednak zdůrazňovala nejistou budoucnost polského státu zrovna zapleteného do války s Ukrajinci, sovětským Ruskem či Litvou („Polsko je sezónní stát“), obecně nižší úroveň rozvoje v polských zemích a pracovala se stereotypem zaostalého Poláka a polské nehospodárnosti (polnische Wirtschaft).
Příklady polských agitačních plakátů:

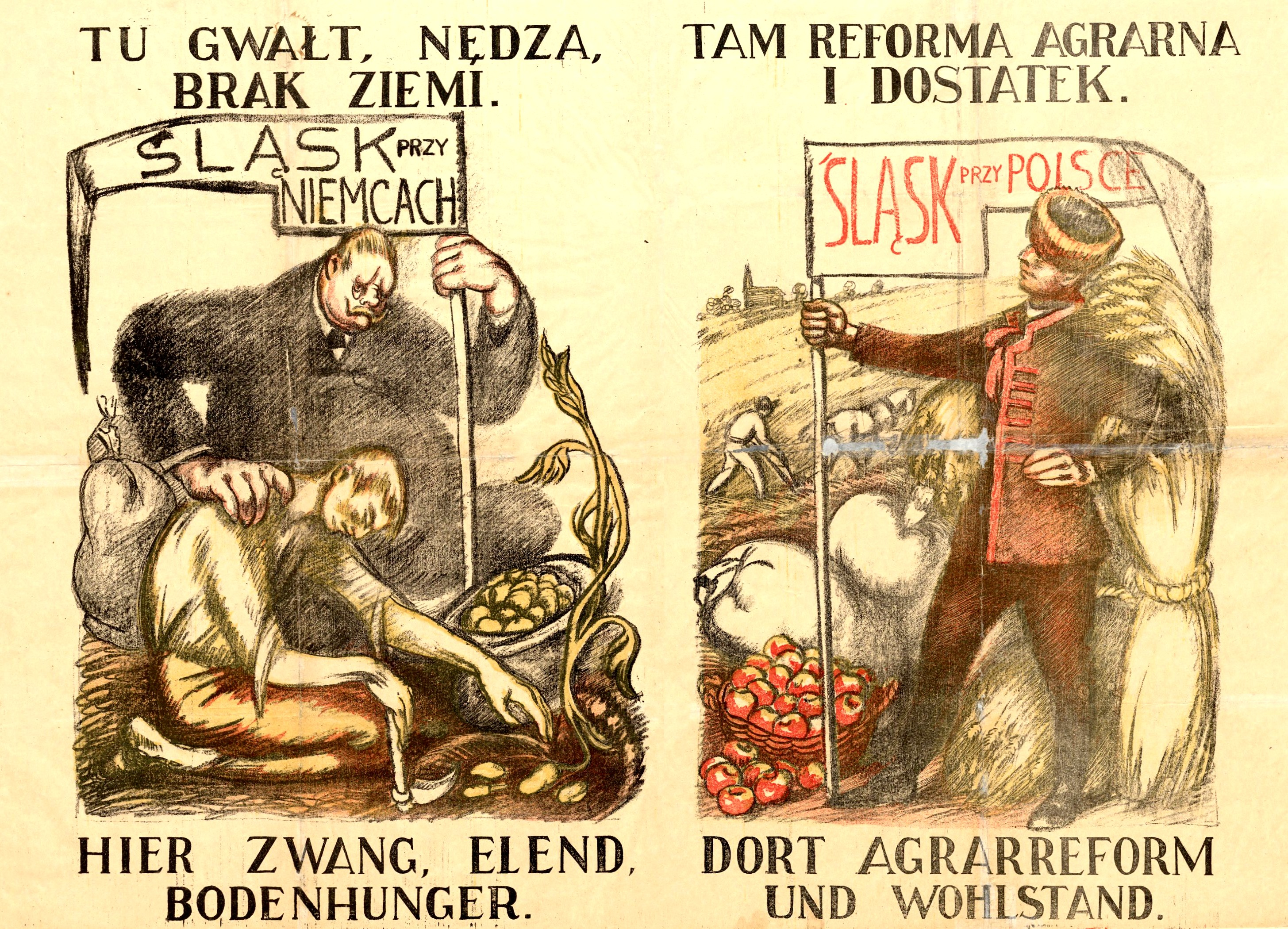
Tady násilí, nouze, nedostatek půdy. Tam agrární reforma a blahobyt
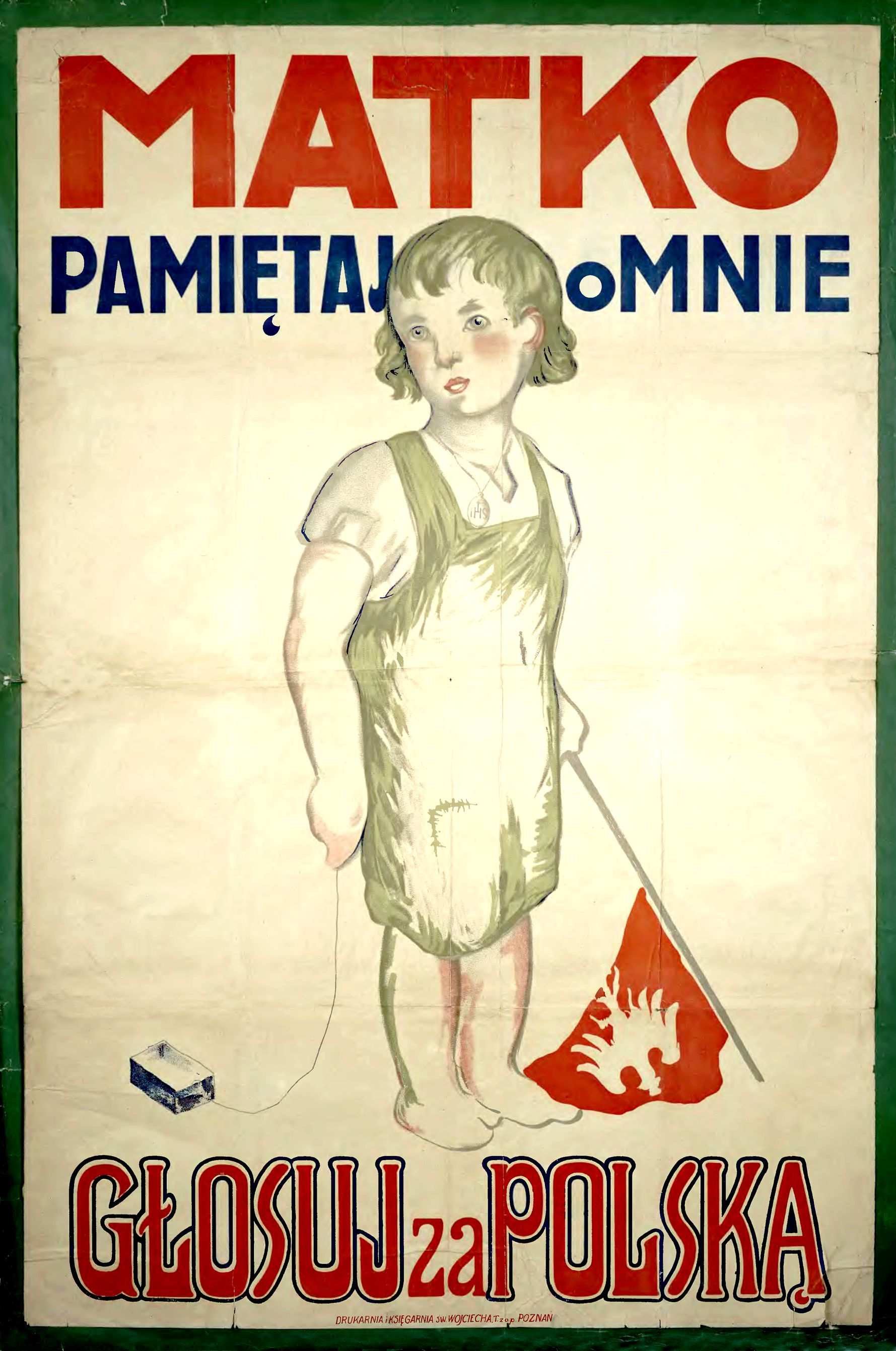
Matko, pamatuj na mě. Hlasuj pro Polsko
- 7 německých magnátů vlastní v Horním Slezsku čtyřikrát tolik jako 83 000 polských sedláků. Jen Polsko napraví tu křivdu
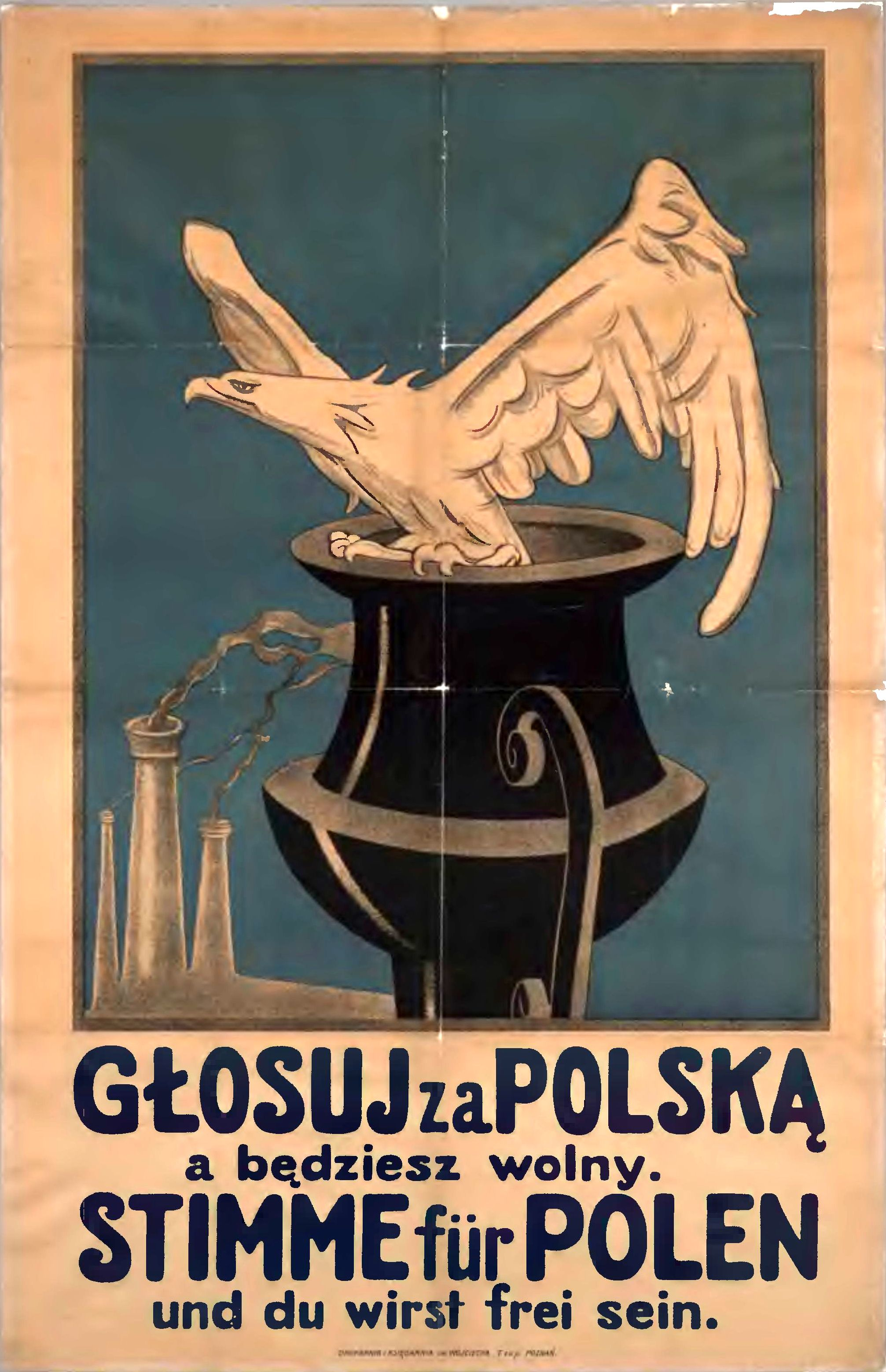
Hlasuj pro Polsko a budeš svobodný
- 50 druhů daní v Německu

Příklady německých agitačních plakátů:

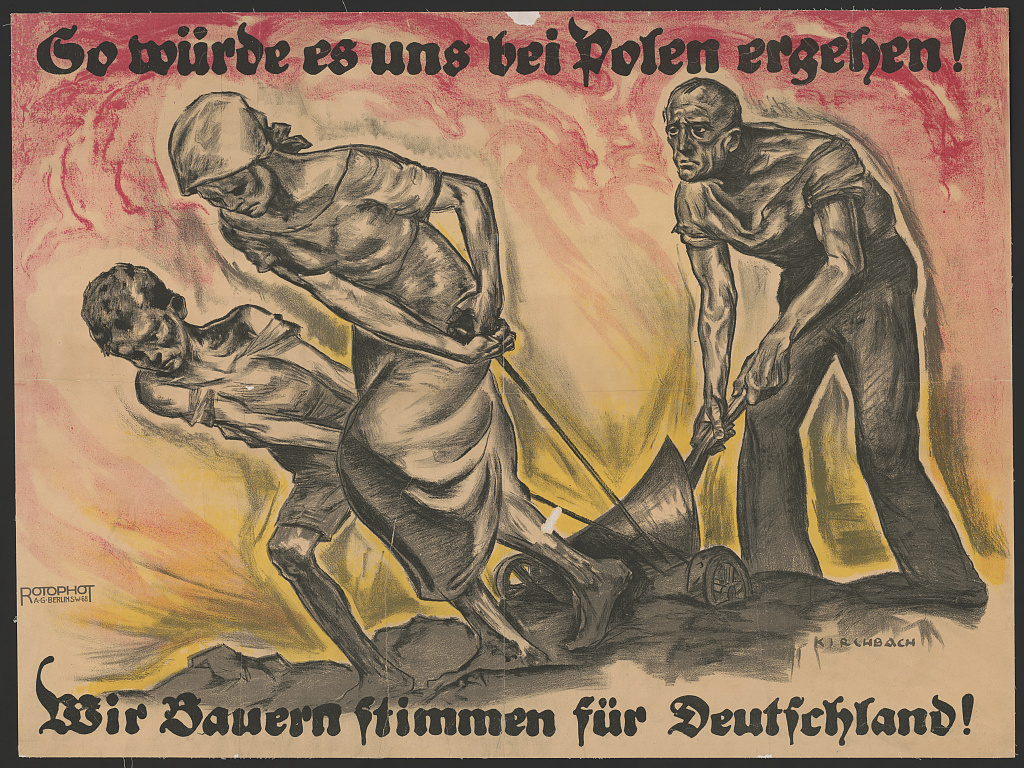
Takhle dopadneme v Polsku. My sedláci hlasujeme pro Německo
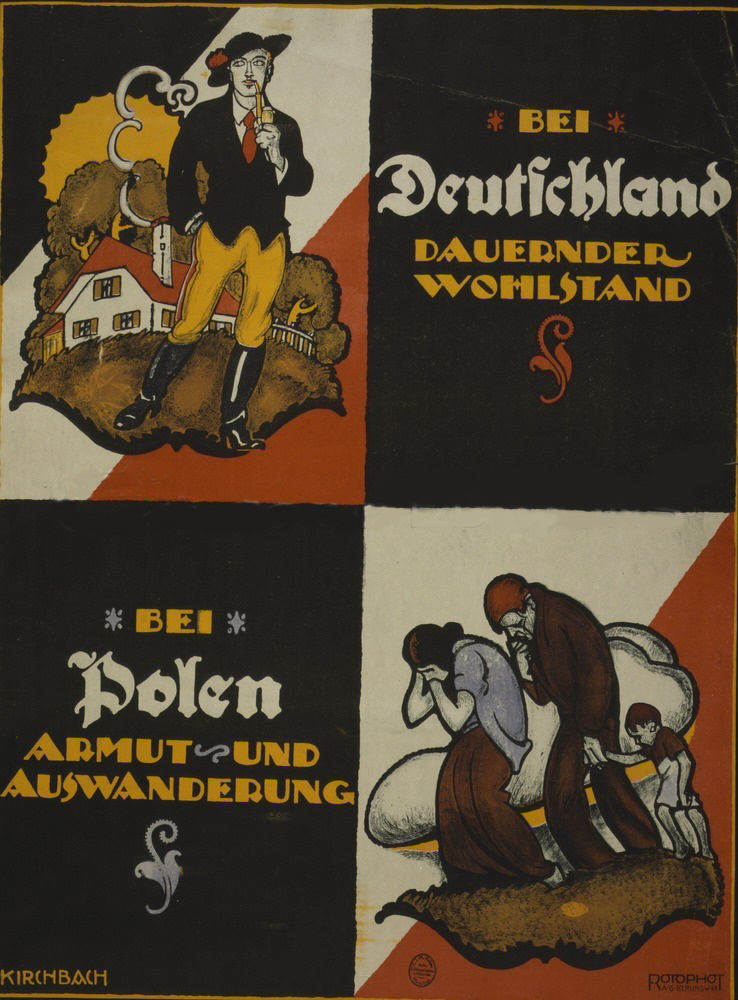
V Německu trvalý blahobyt. V Polsku chudoba a vystěhovalectví
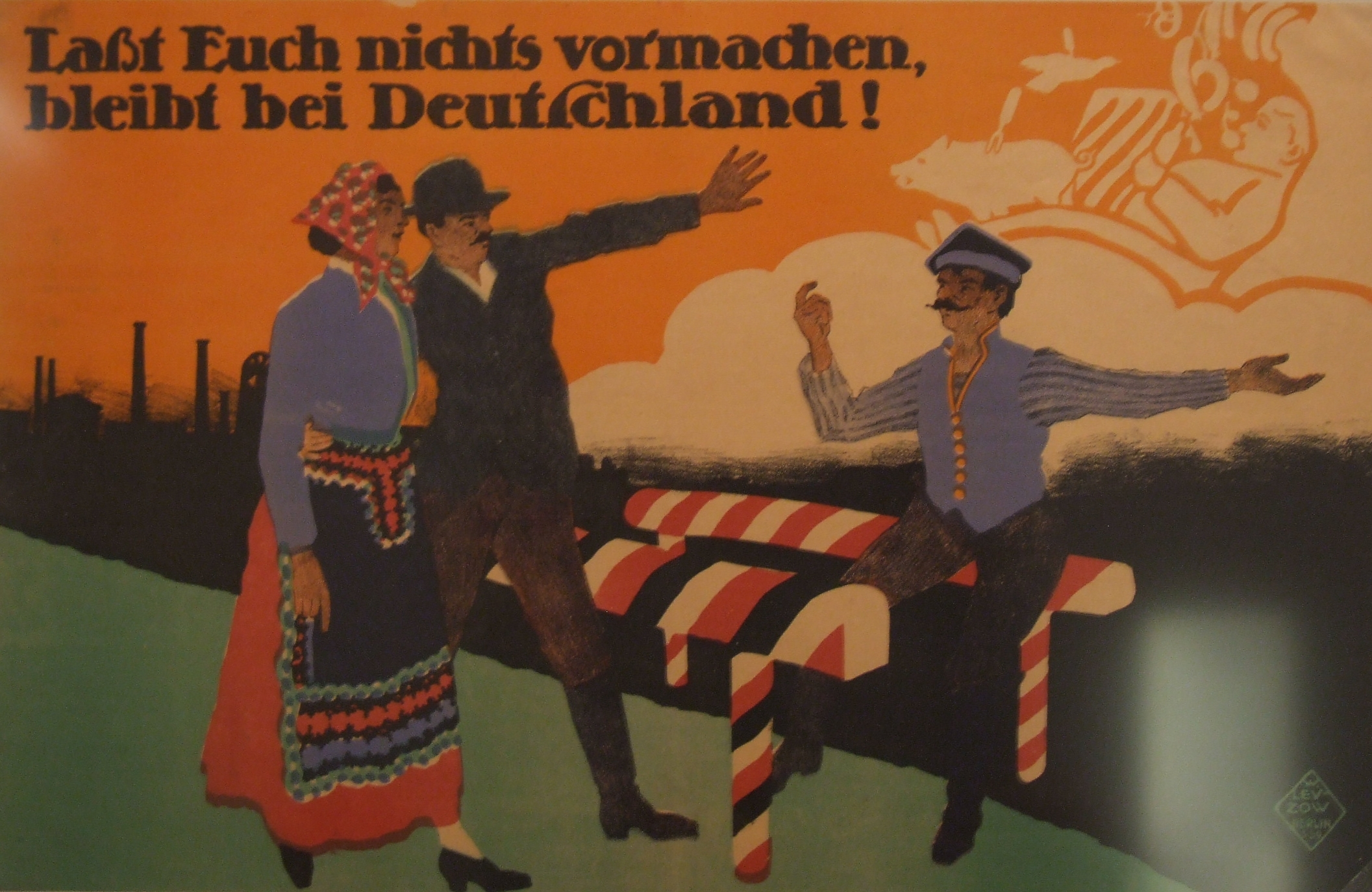
Nenechte se oklamat, zůstaňte s Německem
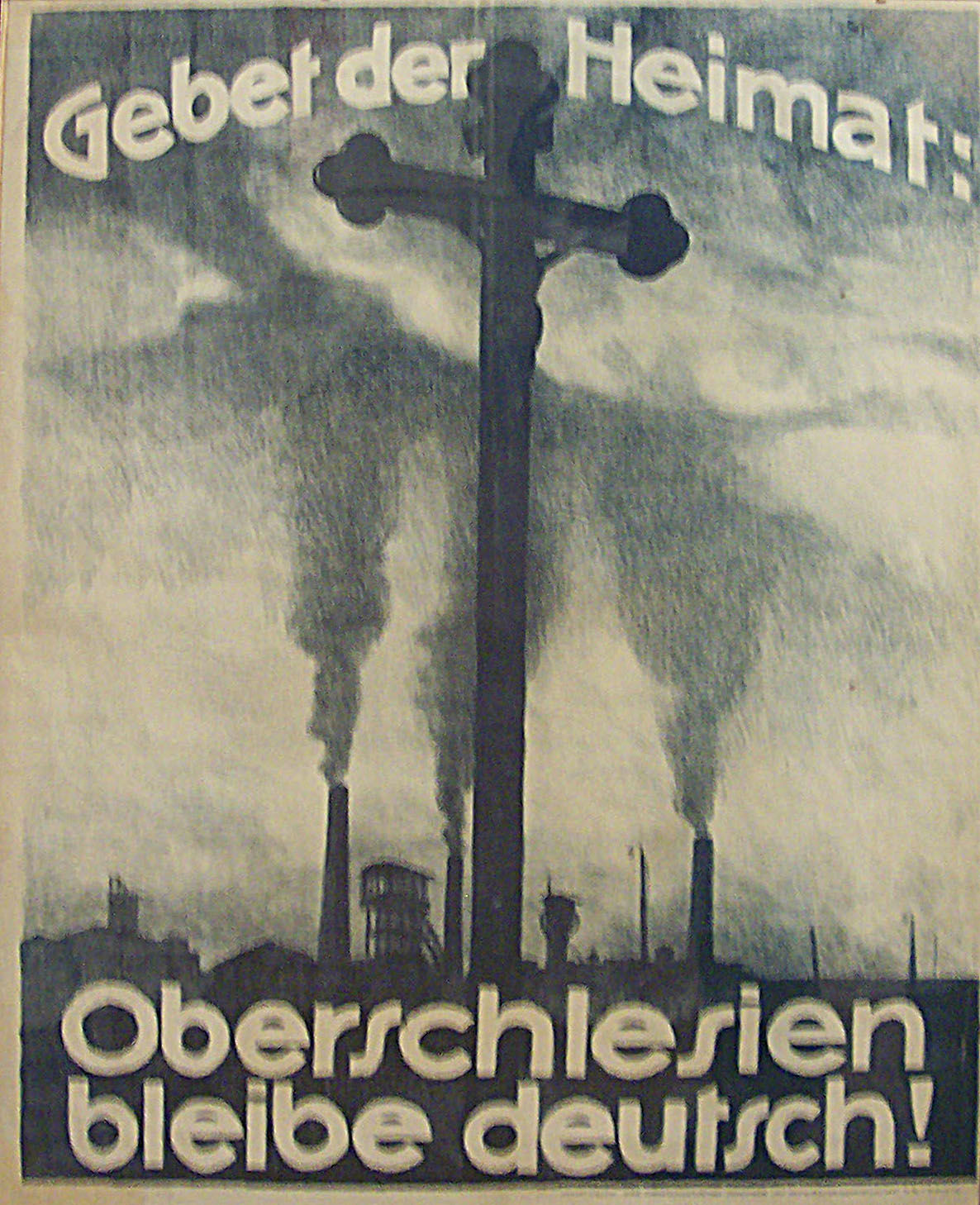
Modlitba domoviny: Horní Slezsko zůstává německé
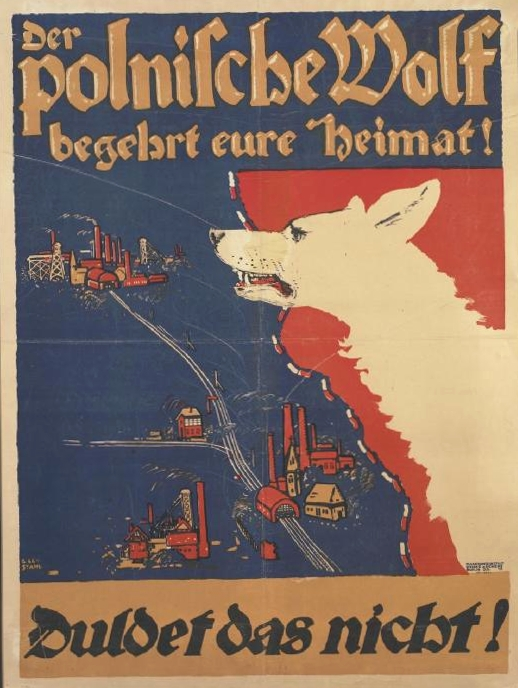
Polský vlk má zálusk na vaši domovinu. Netrpte to!

V průběhu plebiscitní kampaně docházelo i k vyhroceným střetům mezi propolskými bojůvkami sdruženými v Polské vojenské organizaci Horního Slezska (Polska Organizacja Wojskowa Górnego Śląska) a německými paramilitantními skupinami tvořícími Bojovou organizaci Horního Slezska (Kampforganisation Oberschlesien, jinak Selbstschutz neboli Sebeobrana). Vzájemné útoky a pouliční šarvátky se postupně staly každodenností, mnohdy museli zasahovat spojenečtí vojáci. Útok na katovickou pobočku Polského plebiscitního komisariátu a zabití polského lékaře Andrzeje Mielęckého 17. srpna 1920 se stalo rozbuškou Druhého slezského povstání, jehož důsledkem bylo rozpuštění německé Bezpečnostní policie (Sicherheitspolizei) na sporném území, jíž Poláci vyčítali stranění bojůvkám Sebeobrany. Nahradila ji  smíšená polsko-německá Plebiscitní policie (Abstimmungspolizei).
Současně působil Svaz Hornoslezanů (Związek Górnoślązaków–Bund der Oberschlesier) založený Ewaldem Lataczem a bratry Reginky. Zastupoval zastánce svébytné slezské národnosti a neúspěšně prosazoval vytvoření Svobodného státu Horní Slezsko (Freistaat Oberschlesien) jakožto neutrální mnohojazyčné země po vzoru Švýcarska. V listopadu 1920 byl polskou bojůvkou zavražděn prominentní člen Svazu Teofil Kupka, přeběhlík z Polského plebiscitního komisariátu.

## Výsledky plebiscitu
Očekávaný plebiscit se uskutečnil 20. března 1921. Zúčastnilo se jej 97,5 % oprávněných voličů, celkem 1 190 846 osob. V měřítku celého sporného území zvítězilo Německo: 59,6 % hlasujících se vyslovilo pro setrvání v hranicích Výmarské republiky, zatímco 40,4 % zvolilo připojení k Polsku.
Na úrovni jednotlivých obcí byla situace složitější. Německo vyhrálo v naprosté většině měst včetně městských okresů Bytom, Hlivice, Katovice, Králova Huť, Opolí a Ratiboř a také na venkově v okresech Hlubčice, Kluczbork, Lubliniec, Namyslov, Olesno, Opolí-venkov, Prudník, Ratiboř a Zabrze. Polsko získalo převahu ve venkovských obcích okresu Bytom-venkov, Toszek-Hlivice, Katovice-venkov, Pština, Rybnik, Tarnovské Hory a Velká Střelice.
Ze 1510 plebiscitních okrsků (obcí a statků) celkem 836 hlasovalo většinově pro setrvání v Německu a 672 pro připojení k Polsku, přičemž výsledky se mnohdy vesnice od vesnice velmi lišily a určení hranice přesně podle plebiscitu se tak ukázalo nemožným, znamenalo by totiž nerozpletitelnou síť enkláv a exkláv.
| Okres                                           | Obyvatelstvo 1910 | Polsky mluvící 1910 | Německy mluvící 1910 | Jiný jazyk 1910 | Dvojjazyční (němčina a polština / jiný jazyk) 1910 | Obyvatelstvo 1919 | Počet oprávněných voličů | Počet odevzdaných hlasů | Hlasy pro Polsko | Hlasy pro Německo | Podrobné výsledky podle obcí |
| ----------------------------------------------- | ----------------- | ------------------- | -------------------- | --------------- | -------------------------------------------------- | ----------------- | ------------------------ | ----------------------- | ---------------- | ----------------- | ---------------------------- |
| Celé plebiscitní území                          | 1 937 046         | —                   | —                    | —               | —                                                  | 2 073 663         | 1 220 979                | 1 186 758               | 479 365 (40,4 %) | 707 393 (59,6 %)  | odkaz                        |
| Plebiscitní území v rámci vládního obvodu Opolí | 1 931 240         | 1 153 777           | 664 887              | 25 118          | 87 458                                             | 2 068 004         | 1 215 373                | 1 181 277               | 479 232 (40,6 %) | 702 045 (59,4 %)  | —                            |
| město Bytom Beuthen (Stadt)                     | 67 718            | 22 401              | 41 071               | 742             | 3 504                                              | 71 187            | 42 990                   | 39 991                  | 10 101           | 29 890            | odkaz                        |
| Bytom-venkov Beuthen                            | 195 844           | 123 016             | 59 308               | 1 825           | 11 695                                             | 213 790           | 109 749                  | 106 698                 | 63 021           | 43 677            | odkaz                        |
| město Hlivice Gleiwitz                          | 66 981            | 9 843               | 49 543               | 134             | 7 461                                              | 69 028            | 41 949                   | 40 587                  | 8 558            | 32 029            | odkaz                        |
| Hlubčice Leobschütz                             | 82 635            | 5 178               | 69 901               | 6 356           | 1 200                                              | 78 247            | 66 697                   | 65 387                  | 259              | 65 128            | odkaz                        |
| město Katovice Kattowitz (Stadt)                | 43 173            | 5 766               | 36 891               | 151             | 365                                                | 45 422            | 28 531                   | 26 674                  | 3 900            | 22 774            | odkaz                        |
| Katovice-venkov Kattowitz                       | 216 807           | 140 592             | 65 763               | 3 022           | 7 430                                              | 227 657           | 122 342                  | 119 011                 | 66 119           | 52 892            | odkaz                        |
| Kluczbork Kreuzburg                             | 51 906            | 24 487              | 24 363               | 54              | 3 002                                              | 52 558            | 40 602                   | 39 627                  | 1 652            | 37 975            | odkaz                        |
| Kozlí Cosel                                     | 75 673            | 56 794              | 16 433               | 143             | 2 303                                              | 79 973            | 51 364                   | 50 100                  | 12 449           | 37 651            | odkaz                        |
| město Králova Huť Königshütte                   | 72 641            | 24 687              | 39 276               | 312             | 8 366                                              | 74 811            | 44 052                   | 42 628                  | 10 764           | 31 864            | odkaz                        |
| Lubliniec Lublinitz                             | 50 388            | 39 969              | 7 384                | 150             | 2 885                                              | 55 380            | 29 991                   | 29 132                  | 13 679           | 15 453            | odkaz                        |
| Namyslov Namslau                                | 5 806             | —                   | —                    | —               | —                                                  | 5 659             | 5 606                    | 5 481                   | 133              | 5 348             | odkaz                        |
| Olesno Rosenberg O.S                            | 52 341            | 42 234              | 8 586                | 7               | 1 514                                              | 54 962            | 35 976                   | 35 007                  | 11 150           | 23 857            | odkaz                        |
| město Opolí Oppeln (Stadt)                      | 33 907            | 5 371               | 27 128               | 23              | 1 385                                              | 35 483            | 22 930                   | 21 914                  | 1 098            | 20 816            | odkaz                        |
| Opolí-venkov Oppeln                             | 117 906           | 89 323              | 23 740               | 1 888           | 2 955                                              | 123 165           | 82 715                   | 80 896                  | 24 726           | 56 170            | odkaz                        |
| Prudník Neustadt O.S.                           | 49 864            | 37 482              | 10 706               | 60              | 1 616                                              | 51 287            | 36 941                   | 36 093                  | 4 268            | 31 825            | odkaz                        |
| Pština Pleß                                     | 122 897           | 105 744             | 16 464               | 242             | 447                                                | 141 828           | 73 923                   | 72 053                  | 53 378           | 18 675            | odkaz                        |
| město Ratiboř Ratibor (Stadt)                   | 38 424            | 11 525              | 22 914               | 301             | 3 684                                              | 36 994            | 25 336                   | 24 518                  | 2 227            | 22 291            | odkaz                        |
| Ratiboř–venkov Ratibor                          | 69 214            | 53 899              | 6 676                | 7 662           | 977                                                | 78 238            | 45 900                   | 44 867                  | 18 518           | 26 349            | odkaz                        |
| Rybnik                                          | 131 630           | 102 430             | 24 872               | 692             | 3 636                                              | 160 836           | 82 350                   | 80 266                  | 52 347           | 27 919            | odkaz                        |
| Tarnovské Hory Tarnowitz                        | 77 583            | 51 858              | 20 969               | 14              | 4 742                                              | 86 563            | 45 561                   | 44 591                  | 27 513           | 17 078            | odkaz                        |
| Toszek-Hlivice Tost-Gleiwitz                    | 80 515            | 61 509              | 16 408               | 63              | 2 535                                              | 86 461            | 48 153                   | 47 296                  | 27 198           | 20 098            | odkaz                        |
| Velká Střelice Gross Strehlitz                  | 73 383            | 58 102              | 12 616               | 882             | 1 783                                              | 76 502            | 46 528                   | 45 461                  | 23 046           | 22 415            | odkaz                        |
| Zabrze Hindenburg O.S.                          | 159 810           | 81 567              | 63 875               | 395             | 13 973                                             | 167 632           | 90 793                   | 88 480                  | 43 261           | 45 219            | odkaz                        |

## Důsledky

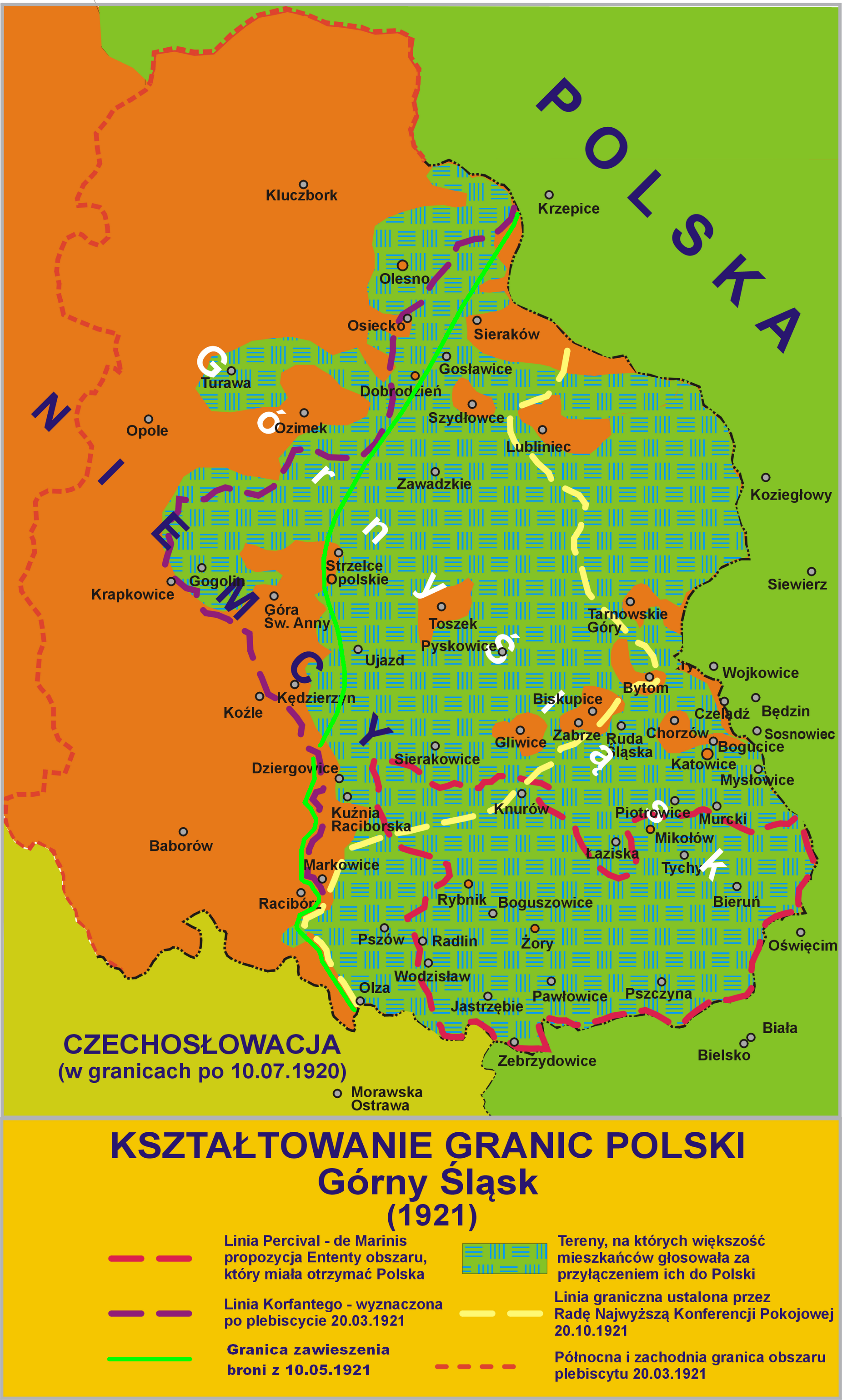
Horní Slezsko v roce 1921
• červená přerušovaná čára:
Percivalova-De Marinisova linie
• fialová přerušovaná čára:
Korfantyho / De Rondova linie
• žlutá přerušovaná čára:
konečná hranice
• zeleně: oblasti s většinovou podporou připojení k Polsku
• světle zelená čára:
demarkační čára 10. 5. 1921

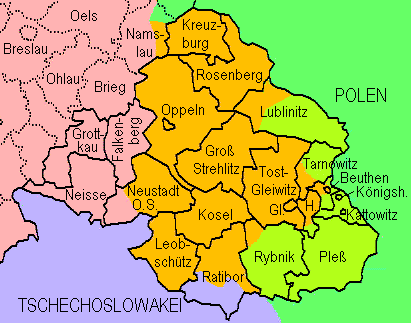
Konečná podoba rozdělení plebiscitního území:
• oranžově: ponecháno Německu
• zeleně: připojeno k Polsku

V Mezispojenecké vládní a plebiscitní komisi Horního Slezska rozhořel spor o interpretaci výsledků. Britové a Italové, kteří nechtěli dále oslabovat Německo z obavy o jeho schopnost splácet válečné reparace, navrhli přiřčení Polsku pouze malé části sporného území kolem Pštiny a Rybniku, ponechávajíce Německu celou katovickou konurbaci – Percivalova-De Marinisova linie. Francouzi naopak sympatizovali s Polskem a podpořili návrh Wojciecha Korfantyho na připojení všech území, kde Polsko zvítězilo alespoň na venkově. De Rondova linie, prakticky totožná s Korfantyho návrhem, nejen přisuzovala Polsku celou uhelnou pánev, ale sahala hluboko do německého vnitrozemí, až k Odře a městu Olesno.
Oba návrhy byly zveřejněny a předány Konferenci velvyslanců 30. dubna. 2. května Wojciech Korfanty, lídr propolských Slezanů, diplomatickými kanály zjistil, že Percivalova-De Marinisova linie má v Paříži velké šance na schválení, a proto rozhodl o zahájení Třetího slezského povstání. Na rozdíl od dvou předchozích se tentokrát jednalo o profesionálně připravenou vojenskou akci v úzké spolupráci s Polskou armádou. Povstalcům se brzy podařilo ovládnout všechna území východně od De Rondovy linie (v souladu s Korfantyho představou „ozbrojené demonstrace“, která přesvědčí mocnosti k určení hranice právě podél této linie) a tyto pozice si udrželi i přes německou protiofenzívu na přelomu května a června. Povstání bylo ukončeno v polovině června na nátlak Mezispojenecké komise, která vyhlásila podél Odry neutrální zónu a vynutila evakuaci paramilitantních jednotek mimo plebiscitní území. Jednání ohledně budoucnosti Horního Slezska se pak ocitla ve slepé uličce.
12. srpna 1921 David Lloyd George za Velkou Británii a Aristide Briand za Francii souhlasili s návrhem italského premiéra Ivanoe Bonomiho předat celou záležitost k řešení Radě Společnosti národů. Ta 31. srpna vytvořila tzv. Komisi čtyř složenou z představitelů Číny (Wellington Koo), Belgie (Paul Hymans), Brazílie (Da Cunha) a Španělska (José Quiñones de León). Komise úřadovala ve vile na předměstích Ženevy a opírala se pouze o doručené podklady, což vyvolávalo smíšené pocity: na jedné straně bylo předmětem silné kritiky, že o osudu milionu lidí rozhodují diplomaté z „exotických“ zemí, kteří ve Slezsku v životě ani nebyli, na druhé straně právě tímto způsobem mělo být dosaženo plné neutrality. 8. října komise zveřejnila nový návrh vedení hranice, který 20. října oficiálně přijala Konference velvyslanců jakožto konečné řešení sporu.

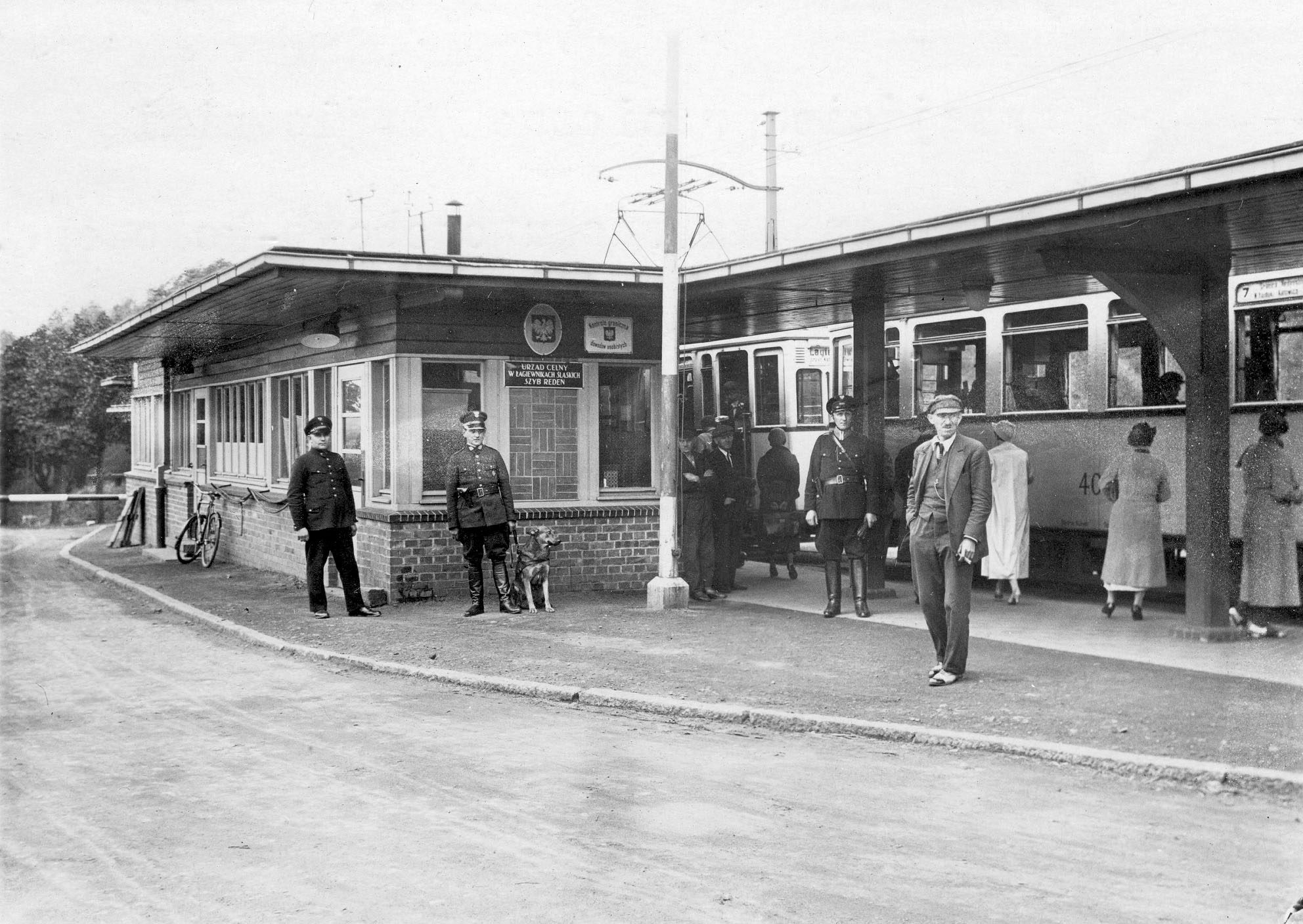
Hraniční přechod v Łagiewnikách u Bytomi (1932)

Polsko získalo Katovice, Královu Huť (Chořov), celý okres Pština a Katovice-venkov, většinu okresů Lubliniec, Rybnik, Tarnovské Hory a Bytom-venkov (avšak bez samotné Bytomi) a také část okresu Zabrze i několik obcí v okresech Toszek-Hlivice a Ratiboř. Jednalo se o 29 % sporného území se 46 % obyvatel (v absolutních číslech 3214 km² a 996,5 tisíc), kde se nacházelo 53 ze 67 černouhelných dolů, 10 z 15 zinkových a olověných dolů, 12 z 18 koksoven, 22 ze 37 vysokých pecí a 8 ze 13 válcoven a sléváren. Katovická konurbace byla rozdělena a na jejím území měla hranice obzvlášť spletitý průběh. 15. května 1922 byla podepsána Ženevská úmluva o Horním Slezsku, která ve 606 bodech řešila různé podrobnosti týkající se budoucího fungování rozděleného regionu, mj. otázku státního občanství Hornoslezanů, volný pohyb obyvatel přes hranice na základě tzv. cirkulačních karet či ochranu německé menšiny v Polsku a polské menšiny v Německu. Oficiálně vešly nové hranice v platnost dne 20. června 1922. Mezispojenecká vládní a plebiscitní komise byla rozpuštěna 10. července.
Na území připojeném k Polsku bylo vytvořeno Slezské vojvodství s autonomním statusem a vlastním parlamentem sídlícím v Katovicích, pro část ponechanou Německu platilo rozhodnutí z října 1919 o vydělení samostatné provincie Horní Slezsko se sídlem v Opolí. V roce 1939 se celá někdejší sporná oblast stala opět součástí Německé říše, v roce 1945 byla zase na základě jaltských ujednání a Postupimské dohody připojena k Polsku. Dnes patří Slezskému a Opolskému vojvodství.